# Glucagon-like peptide-1
Pour les articles homonymes, voir GLP.

GLP-1 et diabète

Le glucagon-like peptide-1 (GLP-1) est une incrétine, c'est-à-dire une hormone intestinale, sécrétée par les cellules entéro-endocrines situées principalement dans l'iléon et le côlon, mais aussi dans le jéjunum et le duodénum, en réponse à un repas. Le GLP-1 fait partie des hormones de satiété. Il a été découvert dans les années 1980 par Svetlana Mojsov.
Les formes biologiquement actives du GLP-1 sont le GLP-1 (7-37) et le GLP-1 (7-36) NH2 qui se lient tous deux au récepteur spécifique GLP-1r des cellules bêta du pancréas et augmentent la sécrétion glucose-dépendante de l'insuline, inhibent la sécrétion de glucagon, la vidange gastrique et, par action hypothalamique, réduisent l'appétit et la prise alimentaire (effet anorexigène central). Ces molécules proviennent du clivage, par la prohormone convertase 2, du proglucagon lui-même encodé par le gène GCG,.
Une fois dans la circulation, la durée de vie du GLP-1 est de quelques minutes avant d'être inactivé par la dipeptidyl peptidase-4.

## En médecine

### Indicateur pronostique
Dans l'infarctus du myocarde à la phase aiguë, son taux sanguin est corrélé avec le risque de survenue d'une complication.

### Cible thérapeutique
Les incrétines sont des analogues de synthèse du GLP1. Les gliptines sont des inhibiteurs de la dipeptidyl peptidase-4 augmentant le taux sanguin et l'activité du GLP1. Ces deux classes de médicaments sont utilisés dans le traitement du diabète de type 2.